# Volby do orgánů samosprávných krajů na Slovensku 2013
První kolo Voleb do orgánů samosprávných krajů na Slovensku v roce 2013 se konalo v sobotu 9. listopadu v době od 7.00 do 22.00 hod.: § 23 (4) 48 hodin před konáním voleb uplynulo volební moratorium.
Druhé kolo voleb se uskutečnilo 23. listopadu 2013 v Banskobystrickém, Bratislavském, Košickém, Nitranském a Trnavském kraji. Řízení druhého kola je zakotveno v zákoně: Pokud žádný z kandidátů na předsedy samosprávného kraje nezíská nadpoloviční většinu hlasů: § 42 (1) do kterého postoupí ti dva kandidáti, kteří v 1. kole získali nejvíce hlasů.: § 42 (2) Tento zákon byl zrušen a v roce 2017 byly volby jednokolové.
Na post předsedy samosprávného kraje v prvním kole kandidovalo v osmi krajích celkem 65 osob, do krajských zastupitelstev více než 2500 kandidátů. V 5932 okrscích (90 obvodů) mohlo volit 4 463 039 voličů.

## Výsledky voleb předsedů samosprávných krajů

### První kolo voleb (sobota 9. listopadu 2013)

#### Bratislavský samosprávný kraj
| Kandidát                | Politické strany                              | Počet hlasů | Poměr k počtu platných lístků | Výsledek          |
| ----------------------- | --------------------------------------------- | ----------- | ----------------------------- | ----------------- |
| Pavel Frešo             | SDKÚ-DS, KDH, MOST-HID, SaS, SMK-MKP, OKS, SZ | 57 777      | 48,38 %                       | Postup do 2. kola |
| Monika Flašíková-Beňová | SMER-SD                                       | 28 781      | 24,10 %                       | Postup do 2. kola |
| Daniel Krajcer          | NOVA                                          | 16 205      | 13,57 %                       | Nezvolený         |
| Oskar Dobrovodský       | Národ a Spravodlivosť - naša strana           | 6 434       | 5,39 %                        | Nezvolený         |
| Jaroslav Paška          | SNS                                           | 2 972       | 2,49 %                        | Nezvolený         |
| Zdenka Beňová           | ĽSNS                                          | 1 894       | 1,59 %                        | Nezvolený         |
| Rastislav Blaško        | Nezávislý                                     | 1 653       | 1,38 %                        | Nezvolený         |
| Anton Čulen             | Magnificat Slovakia                           | 1 194       | 1,00 %                        | Nezvolený         |
| Karol Ondriaš           | KSS                                           | 1 184       | 0,99 %                        | Nezvolený         |
| Roman Ruhig             | Nový parlament                                | 704         | 0,59 %                        | Nezvolený         |
| Gabriel Karácsony       | Priama demokracia                             | 388         | 0,32 %                        | Nezvolený         |
| Peter Marček            | SOS                                           | 236         | 0,20 %                        | Nezvolený         |

#### Trnavský samosprávný kraj
| Kandidát       | Politické strany                 | Počet hlasů | Poměr k počtu platných lístků | Výsledek          |
| -------------- | -------------------------------- | ----------- | ----------------------------- | ----------------- |
| Tibor Mikuš    | Nezávislý                        | 31 310      | 40,04 %                       | Postup do 2. kola |
| József Berényi | SMK-MKP, OKS                     | 14 339      | 18,34 %                       | Postup do 2. kola |
| Ivan Uhliarik  | KDH, SDKÚ-DS                     | 14 284      | 18,27 %                       | Nezvolený         |
| József Nagy    | MOST-HID                         | 14 174      | 18,13 %                       | Nezvolený         |
| Andrej Richnák | Nový parlament                   | 3 765       | 4,82 %                        | Nezvolený         |
| Jozef Ravasz   | Strana Rómskej únie na Slovensku | 317         | 0,41 %                        | Nezvolený         |

#### Trenčínský samosprávný kraj
| Kandidát       | Politické strany                       | Počet hlasů | Poměr k počtu platných lístků | Výsledek  |
| -------------- | -------------------------------------- | ----------- | ----------------------------- | --------- |
| Jaroslav Baška | SMER-SD                                | 43 745      | 53,46 %                       | Zvolený   |
| Jozef Lohyňa   | KDH, SDKÚ-DS, MOST-HID, NOVA, SaS, OKS | 16 111      | 19,69 %                       | Nezvolený |
| Juraj Smatana  | Zmena zdola, DÚ                        | 10 058      | 12,29 %                       | Nezvolený |
| Peter Palko    | KSS                                    | 4 164       | 5,08 %                        | Nezvolený |
| Ľubomír boří   | Nezávislý                              | 4 110       | 5,02 %                        | Nezvolený |
| Marián Herda   | Nezávislý                              | 3 641       | 4,45 %                        | Nezvolený |

#### Nitranský samosprávný kraj
| Kandidát        | Politické strany                       | Počet hlasů | Poměr k počtu platných lístků | Výsledek          |
| --------------- | -------------------------------------- | ----------- | ----------------------------- | ----------------- |
| Milan Belica    | SMER-SD                                | 47 127      | 46,87 %                       | Postup do 2. kola |
| Tomáš Galbavý   | MOST-HID, NOVA, OKS, SaS, SDKÚ-DS, SMK | 37 548      | 37,35 %                       | Postup do 2. kola |
| Peter Oremus    | Nezávislý                              | 10 220      | 10,16 %                       | Nezvolený         |
| Regan Bělovic   | 7 STATOČNÝCH                           | 1 889       | 1,88 %                        | Nezvolený         |
| Stanislav Kováč | Zmena zdola, DÚ                        | 1 785       | 1,78 %                        | Nezvolený         |
| Robert Dick     | Magnificat Slovakia                    | 1 171       | 1,16 %                        | Nezvolený         |
| Viliam Mokráň   | KLS                                    | 803         | 0,80 %                        | Nezvolený         |

#### Žilinský samosprávný kraj
| Kandidát           | Politické strany            | Počet hlasů | Poměr k počtu platných lístků | Výsledek  |
| ------------------ | --------------------------- | ----------- | ----------------------------- | --------- |
| Juraj Blanár       | SMER-SD, SNS, SZ            | 63 165      | 54,02 %                       | Zvolený   |
| Miroslav Mikolášik | KDH, MOST-Híd, SaS, SDKÚ-DS | 33 156      | 28,35 %                       | Nezvolený |
| Igor Rybanov       | Nezávislý                   | 15 710      | 13,44 %                       | Nezvolený |
| Ivan Pavlisko      | ĽSNS                        | 2 471       | 2,11 %                        | Nezvolený |
| Juraj Pavlovič     | KSS                         | 2 430       | 2,08 %                        | Nezvolený |

#### Banskobystrický samosprávný kraj
| Kandidát          | Politické strany                               | Počet hlasů | Poměr k počtu platných lístků | Výsledek          |
| ----------------- | ---------------------------------------------- | ----------- | ----------------------------- | ----------------- |
| Vladimír Maňka    | SMER-SD, KDH, SMK-MKP, SModS, LS-HZDS, HZD, SZ | 60 960      | 49,47 %                       | Postup do 2. kola |
| Marian Kotleba    | ĽSNS                                           | 26 251      | 21,30 %                       | Postup do 2. kola |
| Ľudovít Kaník     | SDKÚ-DS, SaS, MOST-HID                         | 18 571      | 15,07 %                       | Nezvolený         |
| Karol Konárik ml. | SNS                                            | 5 056       | 4,10 %                        | Nezvolený         |
| Ondrej Binder     | Nezávislý                                      | 4 022       | 3,26 %                        | Nezvolený         |
| Ladislav Fízik    | ASV                                            | 2 521       | 2,05 %                        | Nezvolený         |
| Andrea Jenčíková  | Nový parlament                                 | 1 401       | 1,14 %                        | Nezvolený         |
| Emil Samko        | KLS                                            | 1 346       | 1,09 %                        | Nezvolený         |
| Jaroslav Sekerka  | KSS                                            | 1 314       | 1,07 %                        | Nezvolený         |
| Pavel Chovanec    | ÚSVIT                                          | 1 067       | 0,87 %                        | Nezvolený         |
| Jozef Sásik       | SLS                                            | 714         | 0,58 %                        | Nezvolený         |

#### Prešovský samosprávný kraj
| Kandidát          | Politické strany         | Počet hlasů | Poměr k počtu platných lístků | Výsledek  |
| ----------------- | ------------------------ | ----------- | ----------------------------- | --------- |
| Peter Chudík      | SMER-SD, Náš kraj, SModS | 69 455      | 53,78 %                       | Zvolený   |
| Ján Hudacký       | KDH, SDKÚ-DS, MOST-HID   | 39 105      | 30,28 %                       | Nezvolený |
| Dorota Bujňáková  | Nový parlament           | 3 932       | 3,04 %                        | Nezvolený |
| Štefan Straka     | KSS                      | 3 712       | 2,87 %                        | Nezvolený |
| Anton Korba       | Nezávislý                | 3 357       | 2,60 %                        | Nezvolený |
| Ján Bajus         | Zmena zdola, DÚ          | 3 286       | 2,54 %                        | Nezvolený |
| Ľubomír Vasilišin | 7 STATOČNÝCH             | 2 748       | 2,13 %                        | Nezvolený |
| Vladimír Klein    | ĽSNS                     | 2 207       | 1,71 %                        | Nezvolený |
| Jozef Mihalčin    | SLS                      | 1 343       | 1,04 %                        | Nezvolený |

#### Košický samosprávný kraj
| Kandidát             | Politické strany           | Počet hlasů | Poměr k počtu platných lístků | Výsledek          |
| -------------------- | -------------------------- | ----------- | ----------------------------- | ----------------- |
| Zdenko Trebuľa       | SMER-SD, SMK-MKP, MOST-HID | 48 487      | 48,58 %                       | Postup do 2. kola |
| Rudolf Bauer         | KDS                        | 24 487      | 24,53 %                       | Postup do 2. kola |
| Dominika Palaščáková | NOVA                       | 5 957       | 5,97 %                        | Nezvolený         |
| Rastislav Masnyk     | SDKÚ-DS, SaS               | 5 482       | 5,49 %                        | Nezvolený         |
| Vladimír Gürtler     | 7 STATOČNÝCH               | 2 933       | 2,94 %                        | Nezvolený         |
| Marek Durant         | ĽSNS                       | 2 923       | 2,93 %                        | Nezvolený         |
| Jaroslav Džunky      | Nezávislý                  | 2 608       | 2,61 %                        | Nezvolený         |
| Jozef Holečko        | Nezávislý                  | 2 508       | 2,51 %                        | Nezvolený         |
| Lukáš Sisak          | KSS                        | 2 453       | 2,46 %                        | Nezvolený         |
| Ivan Kuhn            | OKS                        | 1 980       | 1,98 %                        | Nezvolený         |

Celková účast na prvním kole voleb byla 20,11 %. Nejvyšší účast měl Banskobystrický kraj s 24,59 % a nejnižší Trenčínsky s 17,37 %

## Druhé kolo voleb (23. listopadu 2013)
| Kraj            | Kandidát                  | Politická strana / koalice                         | Počet hlasů | Podíl hlasů |
| --------------- | ------------------------- | -------------------------------------------------- | ----------- | ----------- |
| Bratislavský    | Pavel Frešo               | KDH, SZ, SMK-MKP, SDKÚ - DS, SaS, OKS, MOST - HID  | 74 132      | 74,24%      |
| Bratislavský    | Monika Flešiková - Beňová | Směr - SD                                          | 35 714      | 25,76%      |
| Banskobystrický | Marian Kotleba            | ĽSNS                                               | 71 397      | 55,53%      |
| Banskobystrický | Vladimír Maňka            | HZD, SZ, SMS, SMK - MKP, Směr - SD, LS - HZDS, KDH | 57 164      | 44,46%      |
| Košíčký         | Zdenko Trebuľa            | Most - Híd, SMK - MKP, Směr - SD                   | 39 970      | 53,07%      |
| Košíčký         | Rudolf Bauer              | KDS                                                | 35 339      | 46,93%      |
| Nitranský       | Milan Belica              | Smer - SD                                          | 50 071      | 55,61%      |
| Nitranský       | Tomáš Galbavý             | Most - Híd, SMK - MKP, SDKÚ - DS, SaS, OKS, NOVA   | 39 958      | 44,39%      |
| Trnavský        | Tibor Mikuš               | NEKA                                               | 48 358      | 60,26%      |
| Trnavský        | József Berényi            | OKS, SMK - MKP                                     | 31 884      | 39,73%      |

### Počet poslanců v jednotlivých zastupitelstvech samosprávných krajů podle politických stran a hnutí
| Strana / koalice stran                        | Bratislava | Trnava | Trenčín | Nitra | Žilina | Banská Bystrica | Prešov | Košice | Spolu SR | % Za SR |
| --------------------------------------------- | ---------- | ------ | ------- | ----- | ------ | --------------- | ------ | ------ | -------- | ------- |
| SMER-SD                                       | 1          | 12     | 25      | -     | 19     | -               | 35     | 26     | 118      | 28,92%  |
| SMER-SD, KDH                                  | -          | -      | -       | 32    | -      | 25              | -      | -      | 57       | 13,97%  |
| KDH, SDKÚ-DS, MOST-HID                        | -          | -      | -       | -     | -      | -               | 19     | 15     | 34       | 8,33%   |
| KDH, SDKÚ-DS, MOST-HID, SaS, OKS, SMK-MKP, SZ | 34         | -      | -       | -     | -      | -               | -      | -      | 34       | 8,33%   |
| SMK-MKP                                       | -          | 11     | -       | 14    | -      | 5               | -      | 4      | 34       | 8,33%   |
| KDH, SDKÚ-DS, MOST-HID, SaS                   | -          | -      | -       | -     | 16     | -               | -      | -      | 16       | 3,92%   |
| KDH, SDKÚ-DS, MOST-HID, SaS, OKS, NOVA        | -          | -      | 8       | -     | -      | -               | -      | -      | 8        | 1,96%   |
| KDH, SDKÚ-DS                                  | -          | 7      | -       | -     | -      | -               | -      | -      | 7        | 1,71%   |
| SNS                                           | -          | -      | -       | 1     | 3      | 1               | -      | -      | 5        | 1,22%   |
| MOST-HID                                      | -          | 4      | -       | -     | -      | -               | -      | -      | 4        | 0,98%   |
| Nezávislí                                     | 6          | 6      | 11      | 4     | 16     | 13              | 6      | 11     | 73       | 17,89%  |
| Jiná strana / koalice stran                   | 3          | -      | 1       | 3     | 3      | 5               | 2      | 1      | 18       | 4,41%   |
| Spolu                                         | 44         | 40     | 45      | 54    | 57     | 49              | 62     | 57     | 408      | 100%    |

Jiné strany a koalice stran, které nedosáhly hranici 1,00% hlasů a mají své zástupce v zastupitelských sborech samosprávných krajů:
- SDKÚ-DS, MOST-HID, SaS, OKS, NOVA - 3 poslanci (3x Nitranský)
- SDKÚ, SaS, NOVA - 2 poslanci (2x Banskobystrický)
- LS-HZDS - 2 poslanci (2x Žilinský)
- Zmena zdola, DÚ - 2 poslanci (1x Bratislavský, 1x Trenčínský)
- Národ a Spravodlivosť – naša strana - 1 poslanec (1x Bratislavský)
- NF - 1 poslanec (1x Bratislavský)
- NOVA, OKS - 1 poslanec (1x Žilinský)
- ĽSNS - 1 poslanec (1x Banskobystrický)
- SZ - 1 poslanec (1x Banskobystrický)
- LS-HZDS, HZD - 1 poslanec (1x Banskobystrický)
- NOVA - 1 poslanec (1x Prešovský)
- Úsvit - 1 poslanec (Trenčínský)
- KDS - 1 poslanec (1x Košický)